# カールシュタット

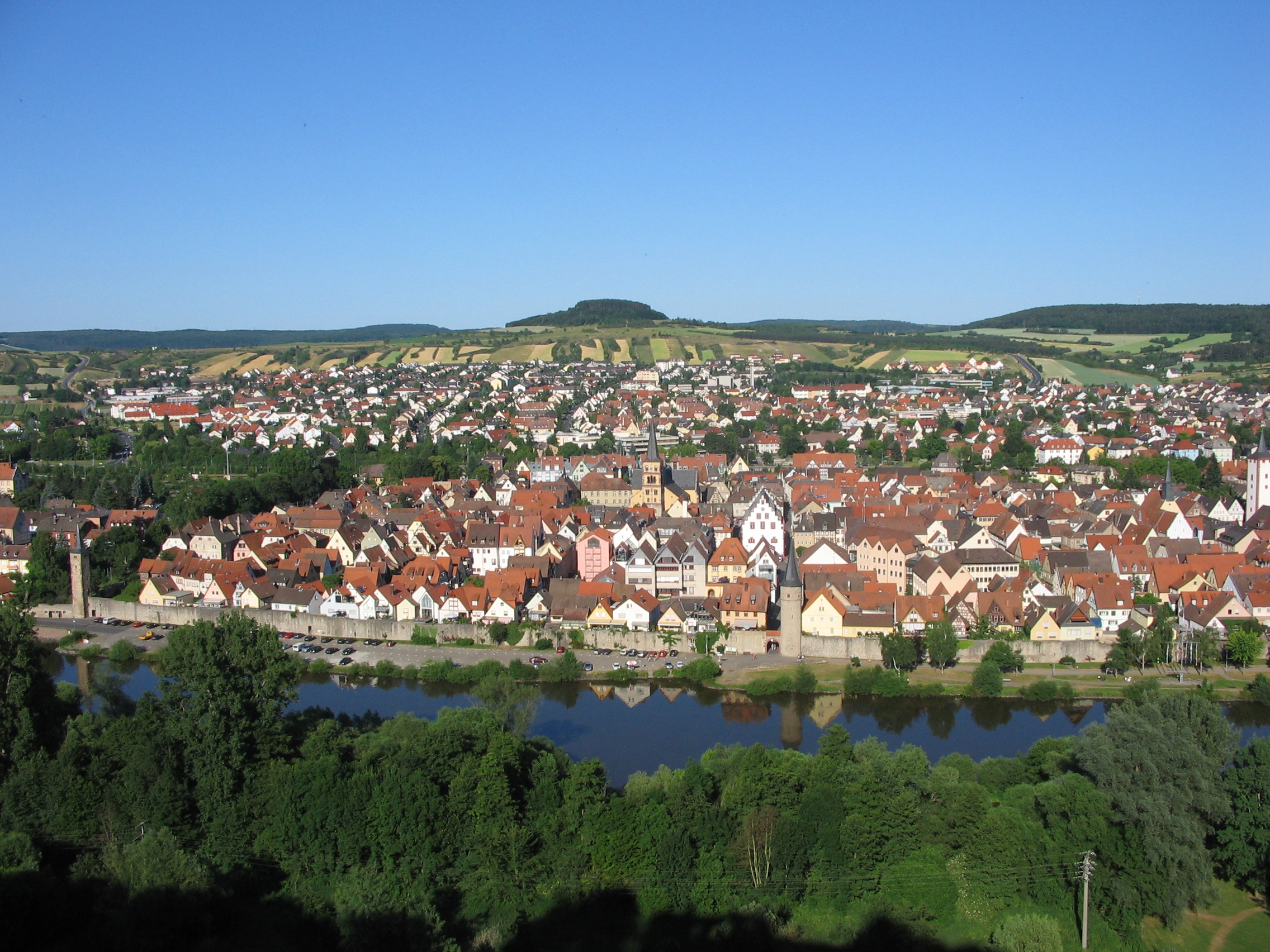
マイン川の対岸カールスブルク（西側）から見たカールシュタット中心街

カールシュタット (ドイツ語: Karlstadt, ドイツ語発音: [ˈkarlʃtat]) は、ドイツ連邦共和国バイエルン州ウンターフランケン行政管区のマイン＝シュペッサルト郡の郡庁所在地である。この街はヴュルツブルクの北約 30 km のマインフランケン・ワイン製造地区に位置している。
マインフランケン方言でカールシュタットは「カルシュト」または「カルシュト・アム・メー」と呼ばれる。その住民は「フラーク」または「カルシュター・フラーク」である。

## 地理

### 市の構成
カールシュタットは中核市区と9つのシュタットタイル（市区）からなっており、さらに12のオルト（地区）に分割される。
- ガムバッハ
- ヘスラー
- カールブルク
- カールシュタット
- ラウデンバッハ
- ミュールバッハ
- ロールバッハ
- シュターデルホーフェン
- シュテッテン
- ヴィーゼンフェルト（エルレンバッハ地区とレッターバッハ地区を含む）

各市区はそれぞれ一つのゲマルクング（不動産上の地区区分）を形成する。この他にゲマルクング「ガインフルター・マルクング」がある。

### 隣接する市町村
| ロール・アム・マイン | ゲミュンデン・アム・マイン      | ゲッセンハイム オイセンハイム |
| シュタインフェルト   |                                 | アルンシュタイン              |
| ウアシュプリンゲン   | ツェリンゲン ヒンメルシュタット | テュンゲン                    |

- いずれの市町村もマイン＝シュペッサルト郡に属す。

## 地名

### 語源
カールシュタット (Karlstadt) の基礎語は中高ドイツ語の単語 stat（=Stadt 都市）である。この街の名前はカールブルクから引き継がれた。

### 古い表記
この町は、様々な古地図や史料に以下のような表記で記されている。
| - 1219年 Karlstat - 1225年 Karlestat - 1248年 Karlstat | - 1575年 Carolstat - 1747年 Carlstadt - 1801年 Karlstadt |

## 歴史

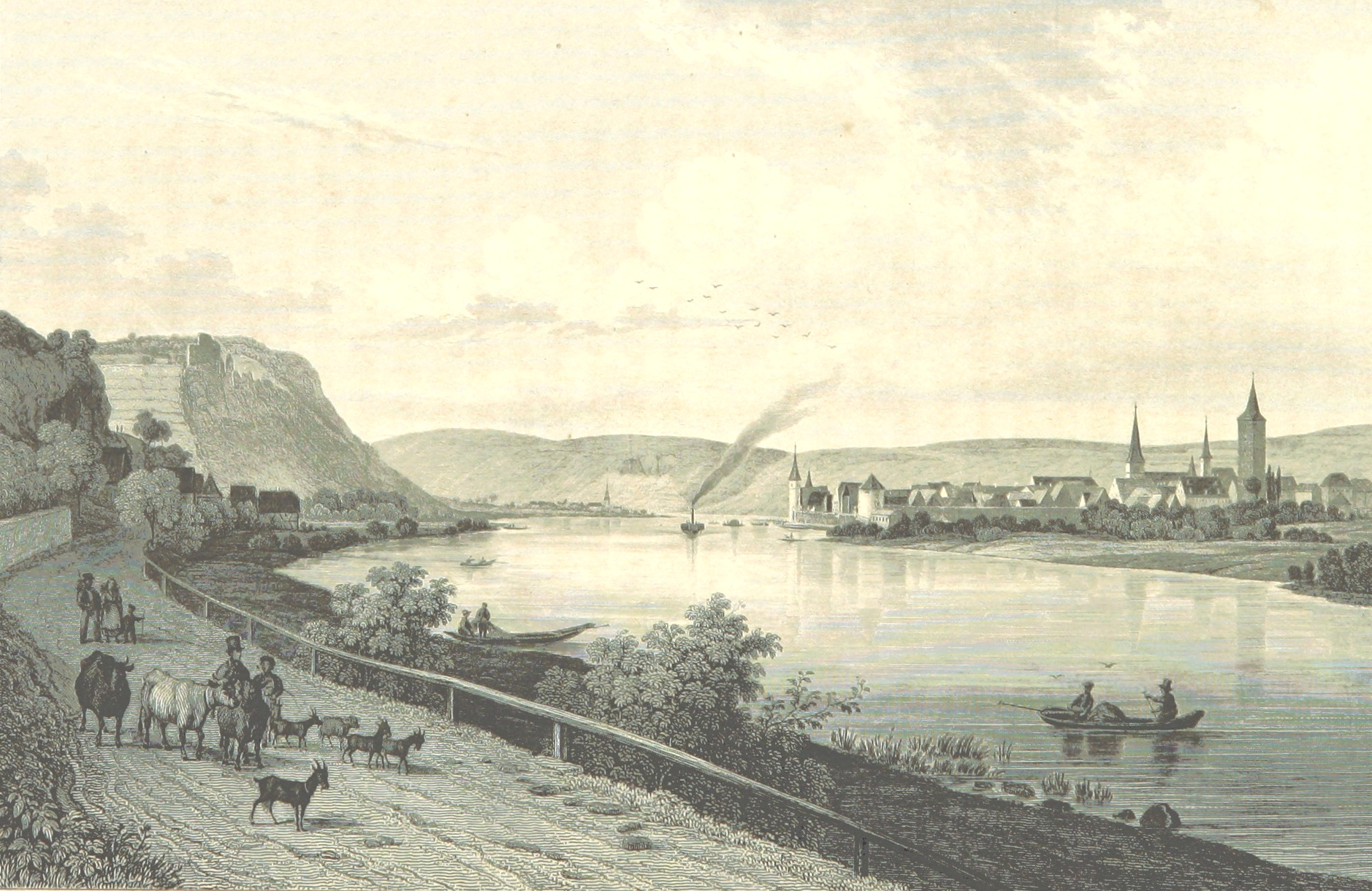
1840年代に出版されたフリッツ・バンベルガーが製作したカールシュタットの版画

### バイエルンの地域再編以前
カールブルクの最初の文献記録は741年/742年にヴュルツブルク司教区の創設と関連してなされた。1202年頃にカールブルクの近くにカールシュタット集落が司教コンラート・フォン・クヴェルフルトによって建設された。精確な創設の日付は判っていない。1277年に最も古い市の印章が遺された。ヴュルツブルク司教領のオーバーアムト（地方行政区分）・カールシュタットは、1803年に世俗化されてバイエルン領となった後、1805年にヴュルツブルク大公国を創設したトスカーナ大公フェルディナントに委ねられたが、1814年にバイエルン王国領に戻された。ラントゲリヒト・カールシュタットは、カールシュタット郡の前身となった。カールシュタット郡は1972年に廃止された。

### 市町村合併
1971年4月1日、それまで独立した町村であったガムバッハが合併した。1978年1月1日にシュテッテンがこれに加わった。ヘスラー、カールブルク、ラウデンバッハ、ミュールバッハ、ロールバッハ、シュターデルホーフェン、ヴィーゼンフェルトは、1978年5月1日に合併した。

## 住民

### 人口推移
1988年から2018年までの間にこの町の人口は14,669人から15,004人へ、335人、約 2.3 % 増加した。

## 行政

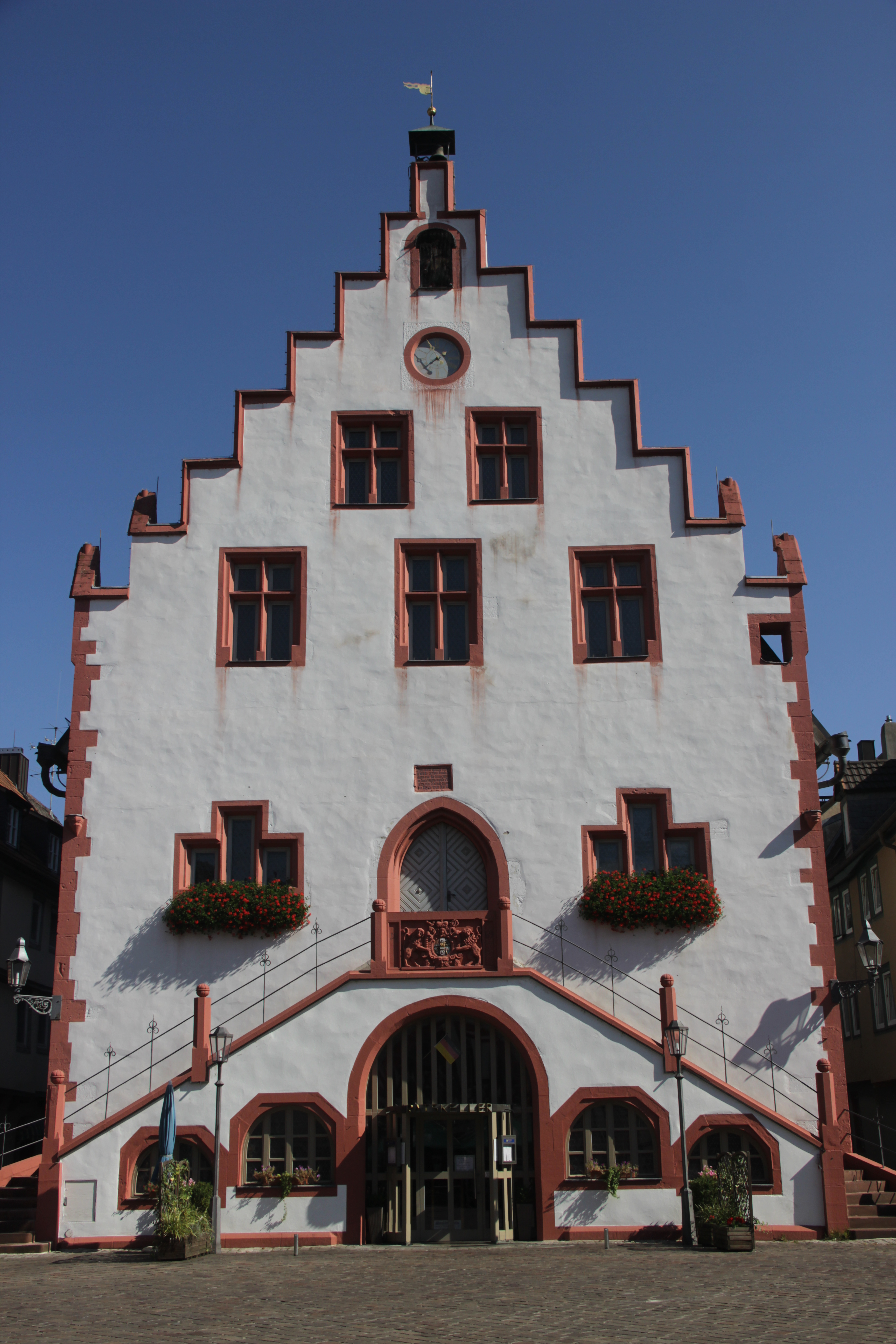
カールシュタット市庁舎

### 議会
カールシュタットの市議会は、24議席（市長を除いて）からなる。

### 首長
ミヒャエル・ホムバッハ (CSU) は、2020年5月1日から本市の市長を務めている。彼は2020年3月29日の決選投票で 58.7 % の票を獲得して市長に選出された。前任者は、2008年5月から2020年4月まで務めたパウル・クルック (Freie Wählergemeinschaft) である。

### 紋章
図柄: 青地と銀地に四分割。向かって右上と左下の区画に赤い紋章図案化されたユリ
この紋章は13世紀にまで遡ることができる

### 姉妹都市
カールシュタットは以下の都市と姉妹都市関係にある
- クックフィールド（イギリス、ウェスト・サセックス）
- ミュールバッハ（イタリア、トレンティーノ＝アルト・アディジェ州のガイスに属す集落）
- クヴェールフルト（ドイツ語版、英語版）（ドイツ、ザクセン＝アンハルト州）
- サン＝ブリス＝アン＝コグレ（フランス語版、英語版）（フランス、イル＝エ＝ヴィレーヌ県）

## 経済と社会資本

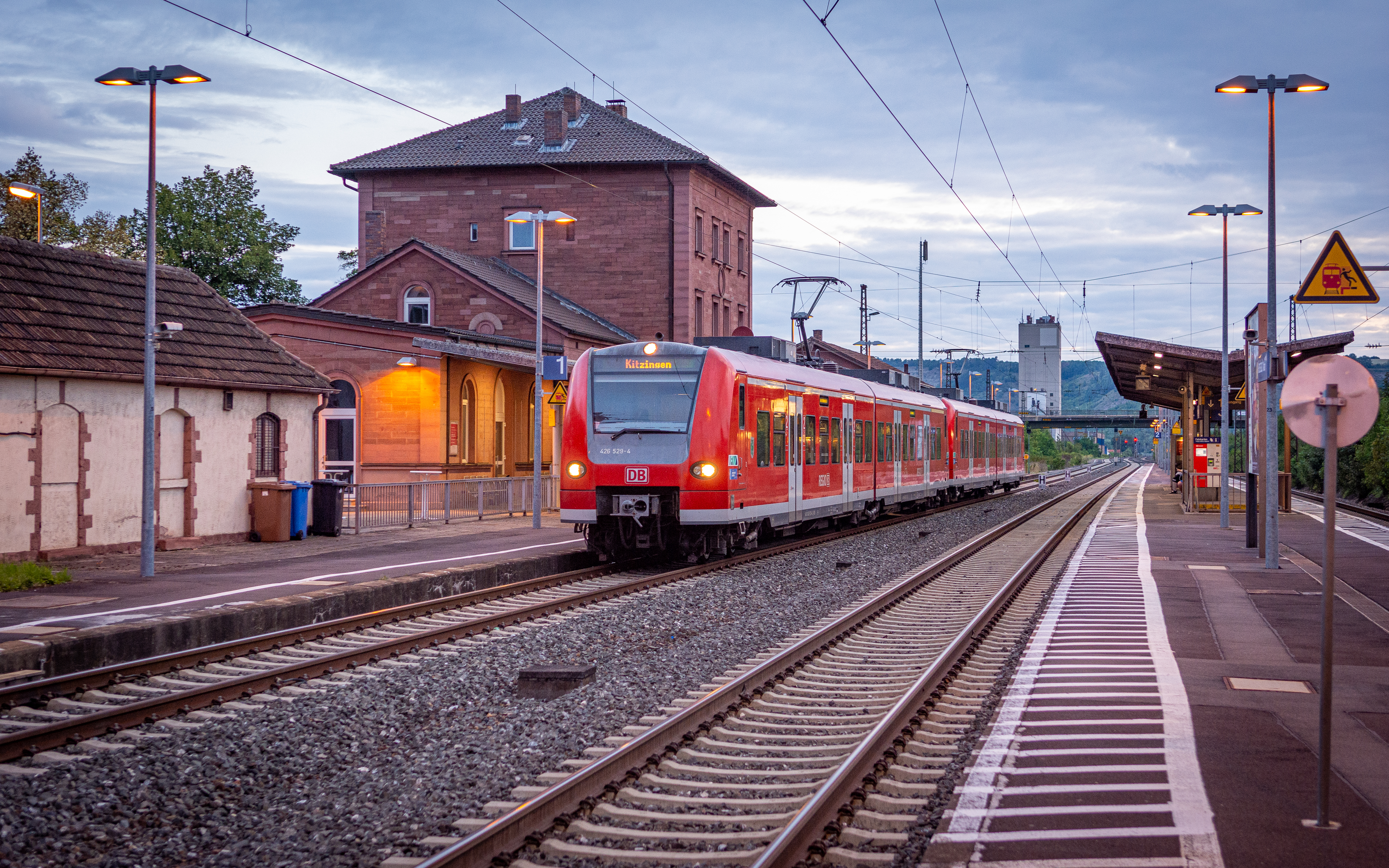
カールシュタット (マイン) 駅

### 交通
- カールシュタット (マイン) 駅は、マイン＝シュペッサルト鉄道（ヴュルツブルク - アシャッフェンブルク）の駅で、1854年10月1日に開業した。この駅にはほぼ1時間ごとにヴュルツブルク - フランクフルト (マイン) 間のレギオナルエクスプレスやヴュルツブルク - ゲミュンデン (マイン) - ヨッサ間のレギオナルバーンが発着する。
- 市内を高速鉄道ハノーファー - ヴュルツブルク線が南北に通っている。市内にはミュールベルクトンネルやナンテンバッハ・カーブの一部がある。
- カールシュタットは、2つの連邦道 B26号線とB27号線の交差する地点でもある。州道 L2435号線と L2438号線もカールシュタットを通っている。最寄りのアウトバーンは、連邦アウトバーン A3号線のマルクトハイデンフェルト・インターチェンジ、ロッテンドルフ・インターチェンジ、ヘルムシュタット・インターチェンジ、連邦アウトバーン A7号線のグラムシャッツァー・ヴァルト・インターチェンジ、シュヴァインフルト/ヴェルネック・ジャンクション、ハンメルブルク・インターチェンジ、連邦アウトバーン A70号線のシュヴァインフルト/ヴェルネック・ジャンクションである。1953年建造のマイン橋カールシュタットと北寄りに位置するカロリンガー橋の2本の橋で川を渡る。
- この街は、カールシュタット港を介して水路を利用することも可能である。
- カールシュタットにはグライダー飛行場カールシュタット＝ザウプルツェルがある。この飛行場には、強化されていない2本の滑走路がある。一般機が発着することもしばしばある。

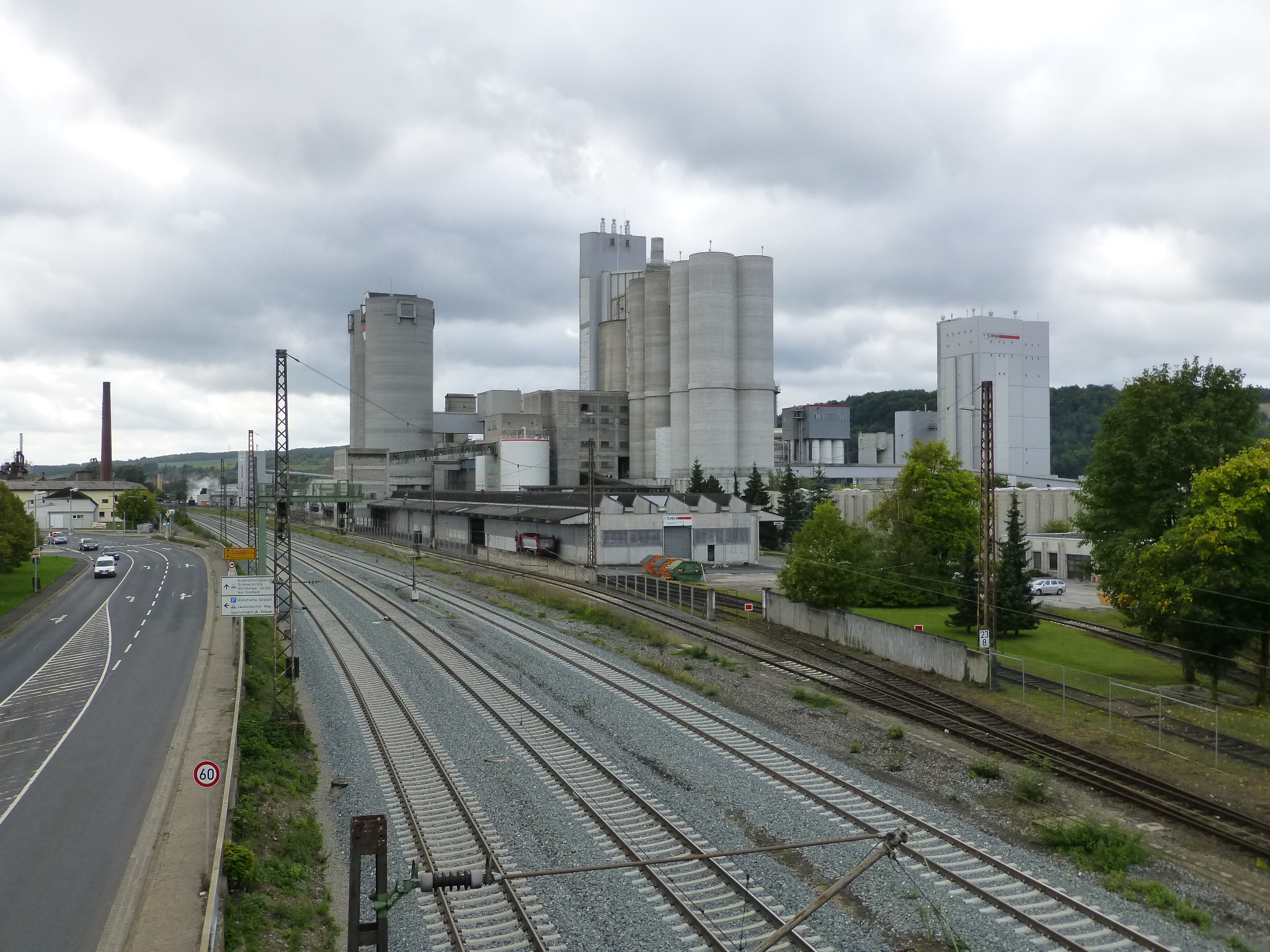
シュヴェンク・セメント工場

### 産業
デューカー鉄工所、シュヴェンク・セメント工場・カールシュタット、コール化粧板工場が市の南部にある。シュヴェンク・セメント工場は、マイン川対岸の採石場から石灰岩を採取している。採取された石灰岩は、マイン川に架かる吊り橋上のベルトコンベアにより工場に運ばれる。上記3つの大きな工業系企業の他に、数多くの手工業者がカールシュタットに存在する。この他の大きな雇用主がマイン＝シュペッサルト郡役場である。しかし住民の多くは、25 km 離れたヴュルツブルクや、18 km 離れたロール・アム・マインに通勤している。

### メディア
市の南に建つ送信塔「ランガー・カール」からは、ラジオ・カリヴァリが周波数 88.6 MHz、出力 50 W で放送されている。

### 観光業
旧市街は、特に夏季には、ヴェルンタール自転車道やマインタール自転車道を使ったサイクリングの、人気の目的地である。フレンキシェ・マリエンヴェーク（直訳: フランケン地方の聖母の道）もカールシュタットを通っている。宿泊施設は、3軒のホテル、数件のペンション、マイン川河畔のキャンプ場がある。

### ワイン造り
ワイン造りは、経済的重要性は低いものの、文化的重要度は高い。カールシュタットでは、ワイン製造で生活している人はわずかであるが、ローカルな生活様式にとってはさらに重要である。ブドウ栽培地としては、ロスタールとイム・シュタインがある。この他にシュテッテンをはじめ多くの地区やカールシュタットからガムバッハへの道筋にもブドウ畑がある。

### 教育
カールシュタットには以下の教育機関がある。
- 幼稚園: 2019年現在、定員813人に対し、園児数702人[13]
- 基礎課程学校および中等学校: 3校合わせて教員数56人、生徒数783人（2018/19年の学年）[14]
- ヨハン＝シェーナー＝ギムナジウム: 教員数63人、生徒数782人（2018/19年の学年）[14]
- ヨハン＝ルドルフ＝グラウバー実科学校: 教員数41人、生徒数563人（2018/19年の学年）[14]
- 州立マイン＝シュペッサルト職業学校: 教員数41人、生徒数1,657人（2018/19年の学年）[15]
- レオ＝ヴァイスマンテル養護センター・カールシュタット＝ゲミュンデン: 教員数38人、生徒数147人（2018/19年の学年）[14]
- 市立歌唱・音楽学校
- 青年文化センター「ピラニア」年間約1万人の利用者がある。

2007年7月7日からカールシュタットの5校（当時）は学校ネットワーク「民族主義のない学校 − 勇気のある学校」(Schule ohne Rassismus – Schulen mit Courage) に加盟している。

## 文化と見所

### 建築

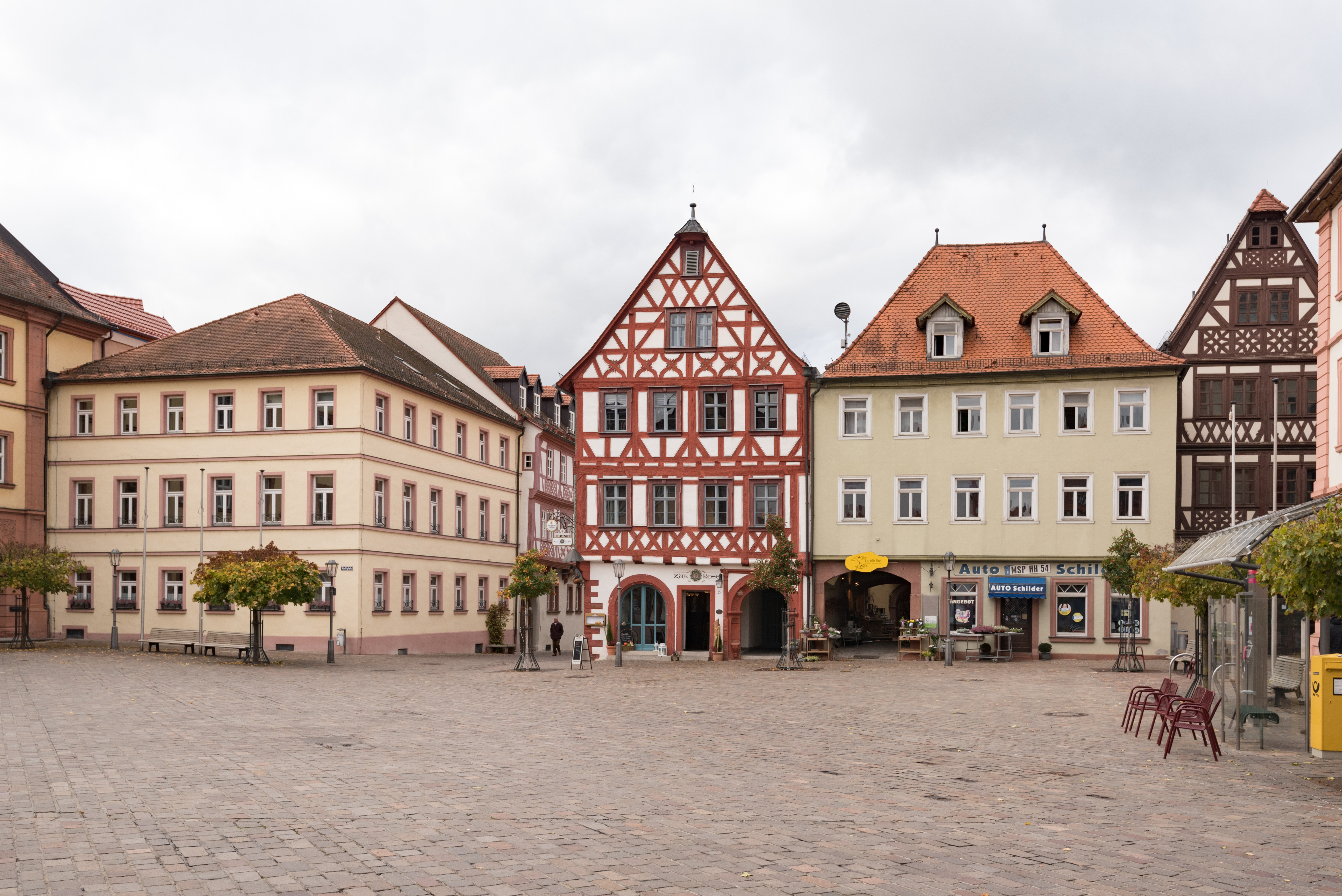
カールシュタットのマルクト広場
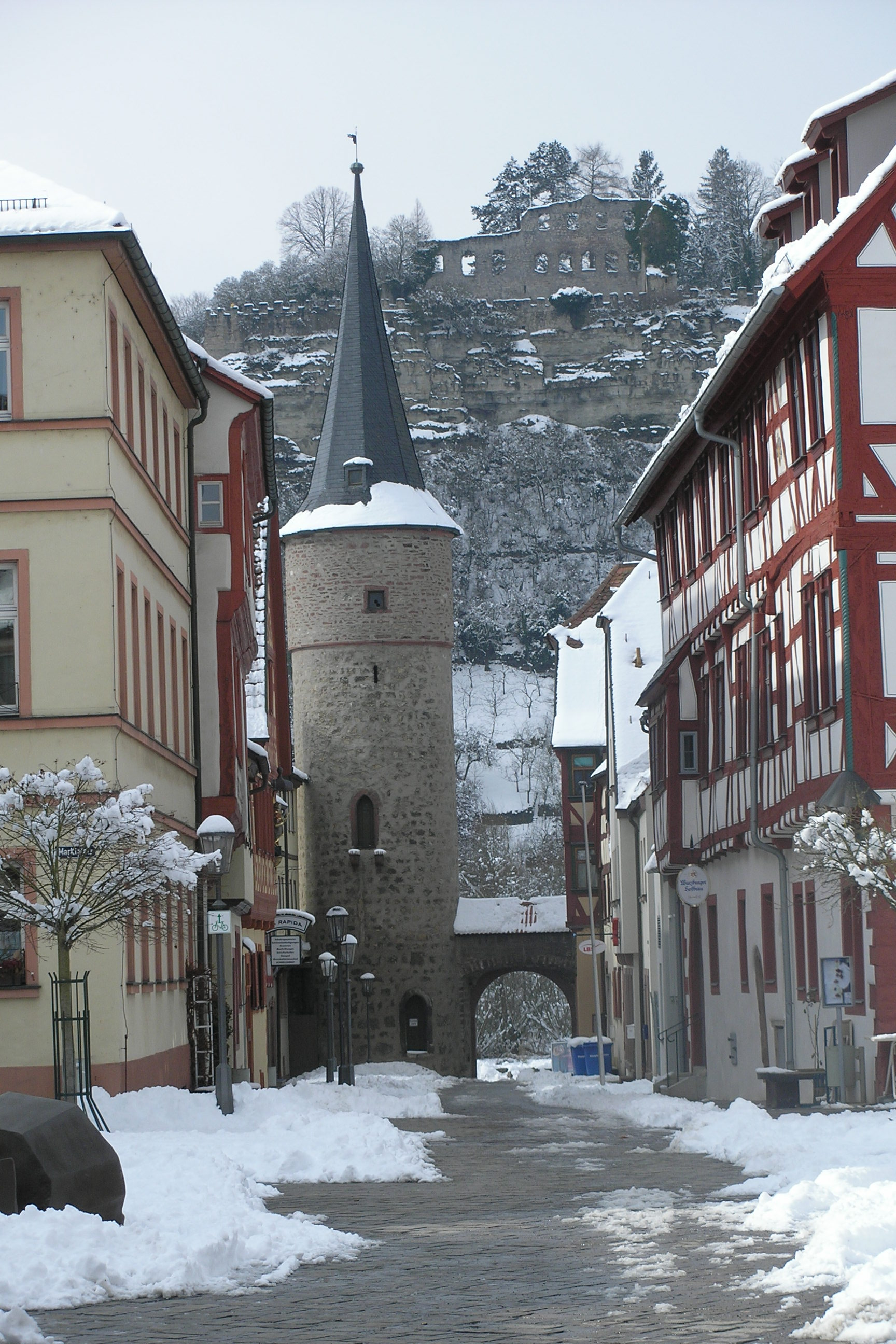
マルクト広場から見たマイン門、高台に建つのはカールスブルク城趾
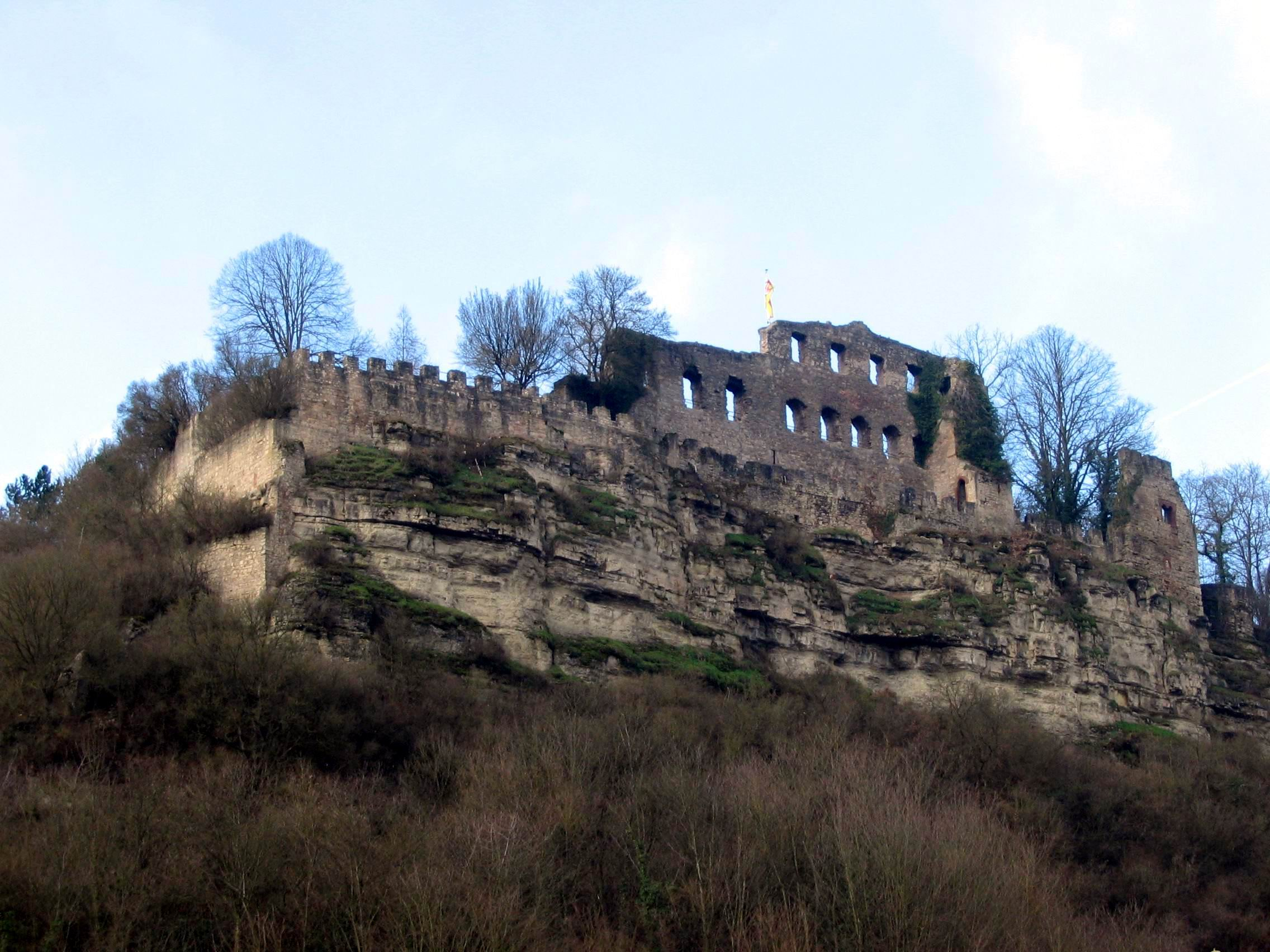
カールスブルク城趾
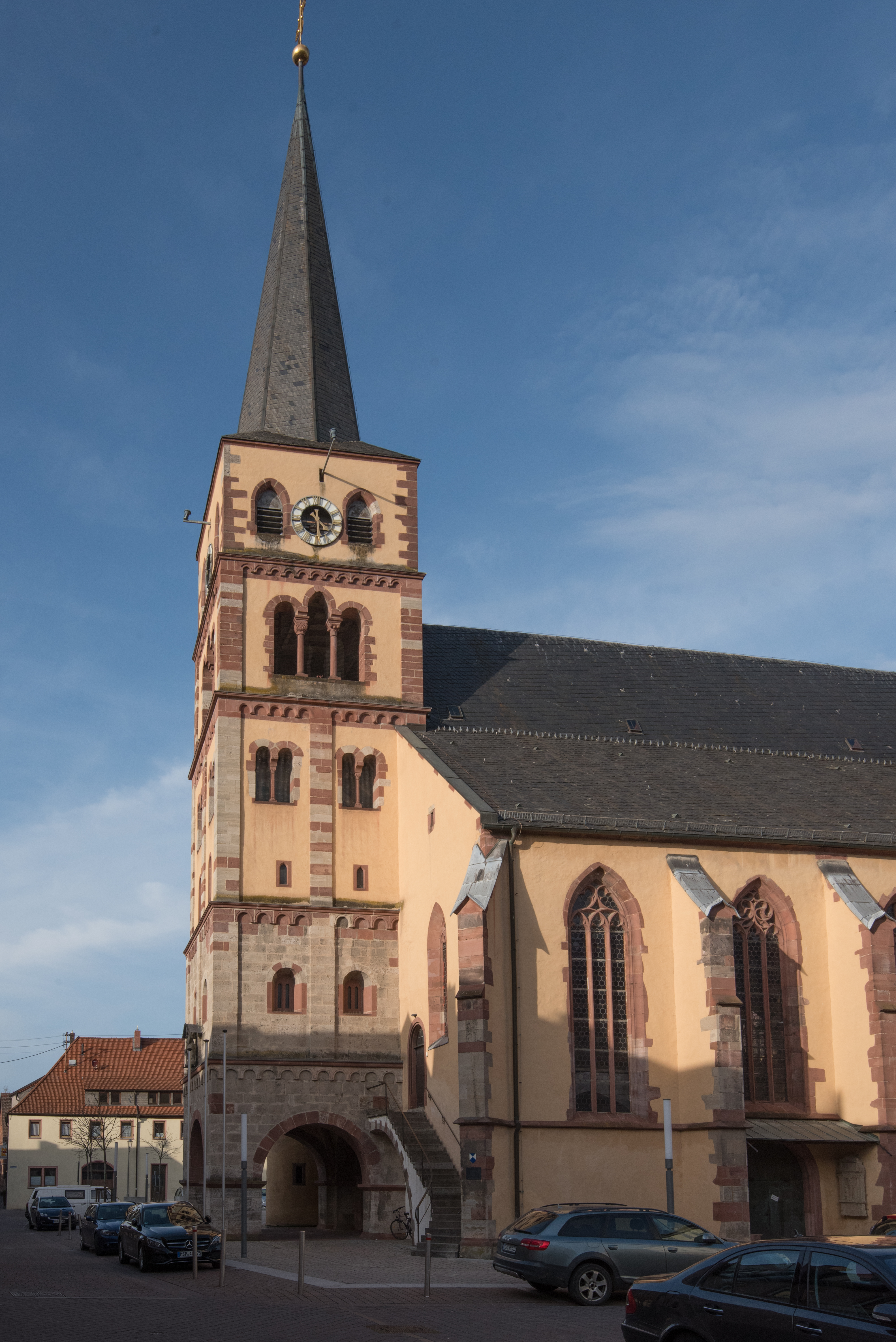
聖アンドレアス都市教区教会

### 自然
- グラインベルク＝カルベンシュタインおよびザウプルツェル自然保護区

### 年中行事
1996年から毎年7月に「Umsonst & Draussen」（無料で、戸外で）フェスティバルが開催される。

### スポーツ
カールシュタットには4つのスポーツクラブがある。TSVカールシュタットでは、バスケットボール、ハンドボール、バレーボール、テニス、陸上競技、水泳が行われている。サッカーは FV 1920 カールシュタットで行われている。FVファティースポール・カールシュタットでもサッカーが行われるようになった。しかし、最も成功しているサッカークラブは、カールブルク市区にあるTSVカールブルクで、バイエルンリーガに参加している。

## 人物

### 出身者
- ヨハネス・シェーナー（1477年 - 1547年）数学者、地理学者、天文学者、地図製作者
- アンドレアス・ボーデンシュタイン（ドイツ語版、英語版）（1482年頃 - 1541年）宗教改革家
- ヨハン・・ドラコニテス（ドイツ語版、英語版）（1494年頃 - 1566年）神学者、人文主義の哲学者、宗教改革家
- ヨハン・ルドルフ・グラウバー（1604年頃 - 1670年）薬剤師、化学者
- ルート・ヴェストハイマー（ドイツ語版、英語版）（1928年 - ）社会学者、セックスセラピスト（英語版）
- ズーザンネ・カストナー（ドイツ語版、英語版）（1946年 - ）政治家。2002年から2009年までドイツ連邦議会副議長を務めた。
- マックス・グリュン（1987年 - ）サッカー選手

### ゆかりの人物
- テオドール・ヴェストベルガー（1914年 - 1950年）第二次世界大戦中のエース・パイロット
- ファビーネ・コールマン（ドイツ語版、英語版）（1989年 - ）陸上競技選手